# 菲蘭迪亞 (金迪奧省)
菲蘭迪亞是哥倫比亞的城鎮，位於該國中西部，由金迪奧省負責管轄，距離首府亞美尼亞城23公里，始建於1878年8月20日，面積109平方公里，海拔高度1,828米，2005年人口12,510。
4°40′N 75°38′W / 4.667°N 75.633°W